# 29314 Eurydamas
29314 Eurydamas è un asteroide troiano di Giove del campo troiano. Scoperto nel 1994, presenta un'orbita caratterizzata da un semiasse maggiore pari a 5,2837263 UA e da un'eccentricità di 0,0722664, inclinata di 15,23378° rispetto all'eclittica.
L'asteroide è dedicato a Euridamante, un anziano suddito di Priamo menzionato nell'Iliade.